# Images of Sigrid
Albums de Poni Hoax
Poni Hoax
(2006) A State of War
(2013)
Images of Sigrid est le second album du groupe de pop rock français Poni Hoax  sorti en 2008,,.

## Liste des titres
| No  | Titre                        | Durée |
| --- | ---------------------------- | ----- |
| 1.  | The Paper Bride              |       |
| 2.  | The Bird Is on Fire          |       |
| 3.  | Pretty Tall Girls            |       |
| 4.  | Antibodies                   |       |
| 5.  | Images of Sigrid             |       |
| 6.  | You're Gonna Miss My Love    |       |
| 7.  | Crash-Pad Driver             |       |
| 8.  | My Own Private Vietnam       |       |
| 9.  | The Soundtrack of Your Fears |       |
| 10. | Hypercommunication           |       |
| 11. | You of the Broken Hands      |       |
| 12. | All Things Burn              |       |
| 13. | Faces in the Water           |       |